# Коптево (Тейковский район)
Коптево — деревня в Морозовском сельском поселении Тейковского района Ивановской области. Население — 61 чел. (2010).
Деревня расположена на берегу озера Коптевское, в 3 км к юго-западу от железнодорожной станции Якшинский.
8 февраля 1949 года Коптево получило статус посёлка городского типа (основная отрасль хозяйства — добыча торфа). 5 января 1961 года отнесено к разряду сельских населённых пунктов.

## Население
| 1959 | 2010 |
| ---- | ---- |
| 971  | ↘61  |